# Efecto Weissenberg
El  efecto Weissenberg  es un fenómeno que ocurre cuándo una varilla que gira es insertada en una solución de un fluido elástico o no newtoniano. En vez de ser empujada hacia el exterior, la solución es atraída hacia la varilla y sube alrededor de la misma.  Esto es una consecuencia directa de la tensión normal que actos como la tensión circunferencial genera alrededor de la varilla.
En el caso del efecto negativo de Weissenberg, es la depresión del nivel de un fluido alrededor de una varilla giratoria, que no es de origen inercial.
El efecto fue nombrado en honor de Karl Weissenberg.